# آورن (استان وارنا)
آورن (به بلغاری: Avren) یک منطقهٔ مسکونی در بلغارستان است که در استان وارنا واقع شده‌است.
 آورن  ۸۰۴ نفر جمعیت دارد و ۴۰۴ متر بالاتر از سطح دریا واقع شده‌است.